# Арвада (Вайомінг)
Арвада (англ. Arvada) — переписна місцевість (CDP) в США, в окрузі Шеридан штату Вайомінг. Населення — 33 особи (2020).

## Географія
Арвада розташована за координатами 44°39′44″ пн. ш. 106°8′31″ зх. д. / 44.66222° пн. ш. 106.14194° зх. д. (44.662179, -106.141976).  За даними Бюро перепису населення США в 2010 році переписна місцевість мала площу 4,53 км², уся площа — суходіл.

## Демографія
Згідно з переписом 2010 року, у переписній місцевості мешкали 43 особи в 25 домогосподарствах у складі 12 родин. Густота населення становила 9 осіб/км².  Було 31 помешкання (7/км²).
Расовий склад населення:
| - 97,7 % — білих - 2,3 % — чорних або афроамериканців |

До двох чи більше рас належало 0,0 %. Частка іспаномовних становила 2,3 % від усіх жителів.
За віковим діапазоном населення розподілялося таким чином: 11,6 % — особи молодші 18 років, 81,4 % — особи у віці 18—64 років, 7,0 % — особи у віці 65 років та старші. Медіана віку мешканця становила 46,9 року. На 100 осіб жіночої статі у переписній місцевості припадало 152,9 чоловіків;  на 100 жінок у віці від 18 років та старших — 153,3 чоловіків також старших 18 років.
Середній дохід на одне домашнє господарство  становив 40 940 доларів США (медіана — 39 500), а середній дохід на одну сім'ю — 47 871 долар (медіана — 39 250). За межею бідності перебувало 16,7 % осіб, у тому числі 0,0 % дітей у віці до 18 років та 0,0 % осіб у віці 65 років та старших.
Цивільне працевлаштоване населення становило 18 осіб. Основні галузі зайнятості: сільське господарство, лісництво, риболовля — 61,1 %, освіта, охорона здоров'я та соціальна допомога — 38,9 %.